# Gendarmaria (Turquia)
A Gendarmaria (em turco: Jandarma Genel Komutanlığı; Comando Geral da Gendarmaria) é o corpo de  gendarmeria nacional da República da Turquia. É responsável pela manutenção da ordem pública em áreas que estão fora da jurisdição de outras polícias (sobretudo áreas rurais) e por assegurar a segurança interna e controle de fronteiras, além de outros deveres específicos atribuídos por algumas leis e regulamentos.
Como parte das Forças Armadas da Turquia, o Comando Geral da Gendarmaria está subordinada ao Estado Maior da Turquia nos assuntos relacionados com formação e treino, ligados às Forças Armadas, e ao Ministério do Interior nos assuntos relacionados com a segurança e manutenção da ordem. Tem cerca de 100 000 efetivos e de 50 000 reservistas.
A Jandarma é a herdeira de vários corpos de manutenção da ordem e segurança históricos. O Sultanato de Rum (seljúcidas) tinha a Surta, o Império Otomano a Subaşı, que depois se chamou Zaptiye.

## História

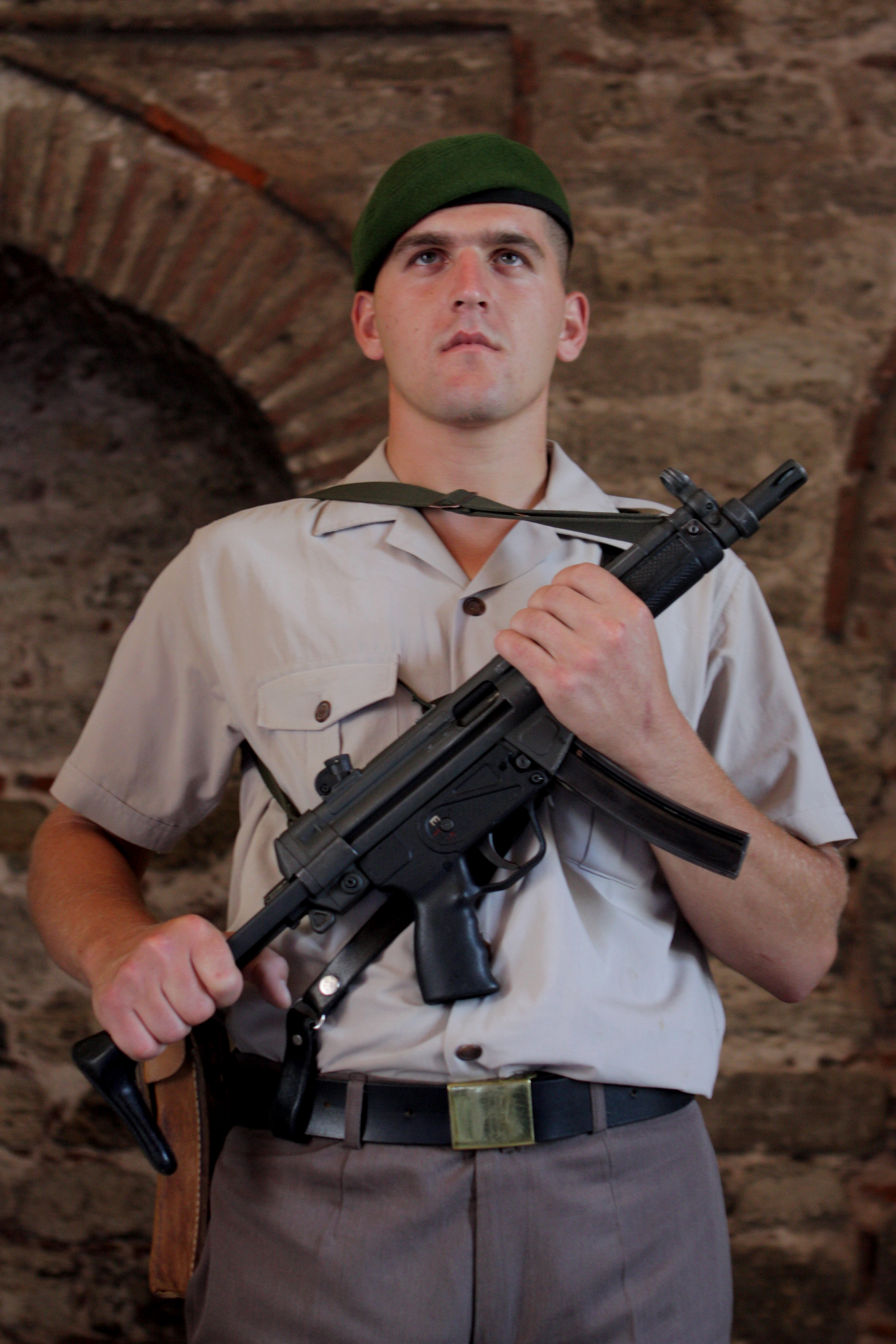
Um gendarmarie turco

Depois da abolição dos Janízaros em 1826, foram criados novas organizações militares, a Asâkir-i Muntazâma-i Mansûre e a Asâkir-i Muntazâma-i Hâssa. Em 1834 foi criado o Asâkir-i Redîfe para garantir a lei e a ordem na Anatólia e alguns locais da Rumélia. Dado que o termo "gendarmeria" aparece nos "decretos de atribuições" publicados nos anos que se seguiram à declaração do Tanzimat (1839), supõe-se que a Gendarmaria foi criado depois daquela declaração, mas a data certa da criação não é conhecida, tendo-se adotado oficialmente 14 de junho de 1839 baseado no facto de ter sido a 14 de junho de 1869 que a instituição passou a denominar-se sâkir-i Zaptiye Nizâmnâmesi.
Depois da Guerra russo-turca de 1877-1878, o primeiro-ministro Sait Paxá decidiu levar alguns oficiais de Inglaterra e França para estabelecer uma polícia moderna. Depois da Revolução dos Jovens Turcos (1908), a Gendarmaria teve muito sucesso, particularmente na Rumélia. Em 1909 foi incorporada no Ministério da Guerra e o seu nome mudado para Umûm Jandarma Kumandanlığı, cuja tradução é equivalente à do nome atual (Comando Geral da Gendarmaria).

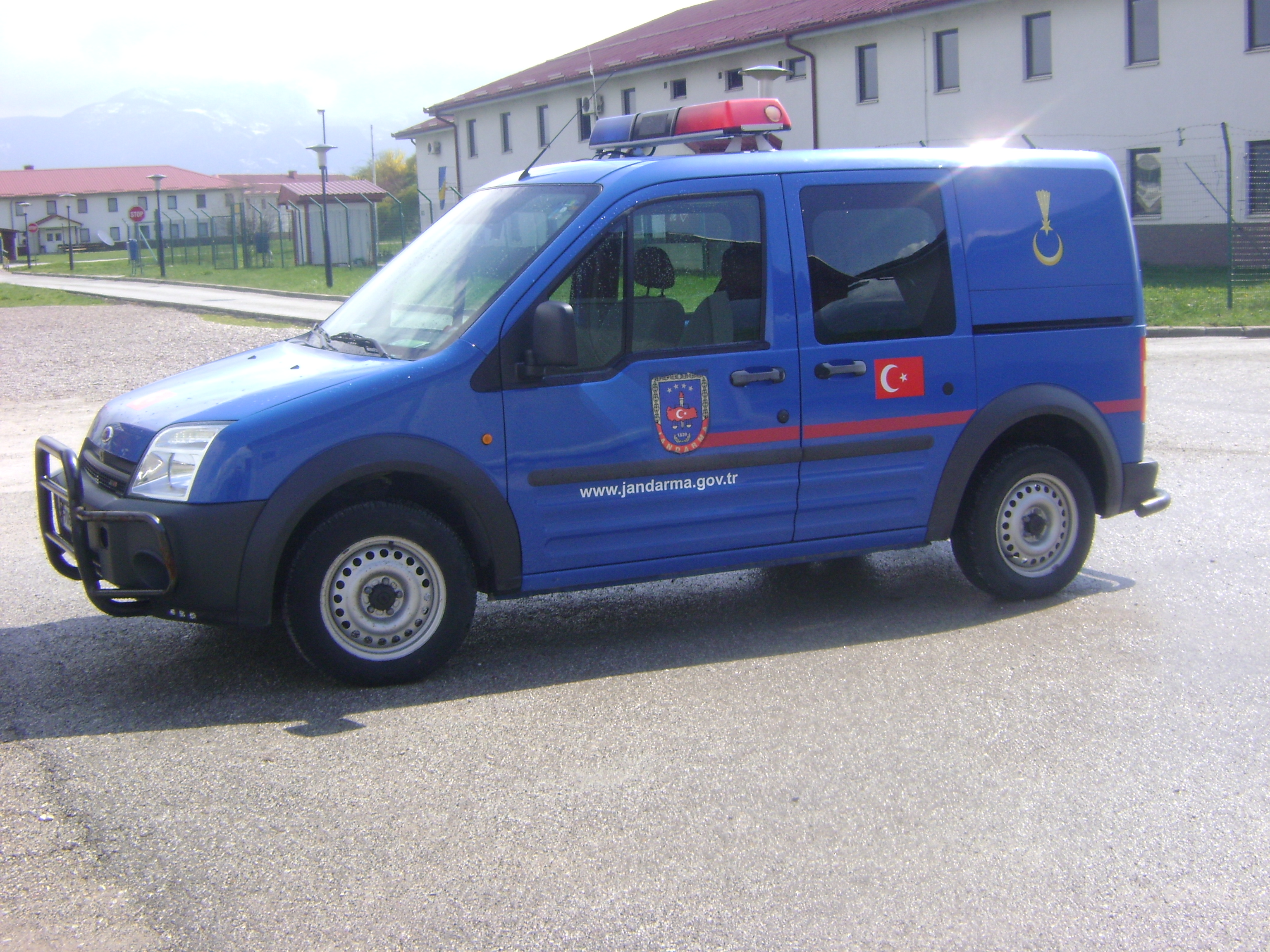
Carro da Jandarma

As unidades da Gendarmaria asseguraram os seus deveres de segurança e tomaram parte na defesa nacional em várias frentes como parte das forças armadas durante a Primeira Guerra Mundial e a Guerra da Independência.
O estatuto legal atual da Gendarmaria data de 10 de junho de 1930. Em 1939 houve uma reestruturação, tendo sido funcionalmente dividida em três partes: unidades fixas, unidades móveis e unidades de treino e escolas. Uma lei de 1956 incumbiu a Gendarmaria da proteção de fronteiras, costas e águas territoriais, bem como do combate ao contrabando, funções anteriormente atribuídas à Gümrük Umum Kumandanligi (Comando Geral das Alfândegas), uma organização militar ao nível de divisão subordinada ao Ministério das Alfândegas e Monopólios.
Em 1957, as unidades de fronteira da Jandarma foram transformadas em brigadas e foram criadas as brigadas de treino. Em 1961 foram criados os comandos regionais. Em 1968 foi criada a primeira unidade de aviação da Jandarma, com o estabelecimento em Diyarbakır da Companhia de Helicópteros Ligeiros. Em 1974, comandos da Gendarmaria participaram na invasão turca de Chipre.
Em 1982 as atribuições de proteção das costas e águas territoriais passaram para a Guarda Costeira. Em 1988 o dever de proteção das fronteiras terrestres passou para o "Comando das Forças Terrestres", mas a Jandarma ainda tem responsabilidades em algumas partes das fronteiras com o Irão e Síria e da totalidade da fronteira com o Iraque. Em 1993 foi criado um departamento criminal em Ancara. Nos anos seguintes foram criados laboratórios criminais regionais em Van (1994), Bursa (1998) e Aidim (2005). Foram também criadas várias unidades de exame de cenas de crime, de explosivos e reconhecimento de impressões digitais.
Desde 1984 que as unidades da Jandarma têm tido um papel fundamental na luta contra o PKK (Partido dos Trabalhadores do Curdistão).

## Equipamento
| Armas ligeiras | Armas ligeiras         | Armas ligeiras | Armas ligeiras    | Armas ligeiras                                |
| Nome           | Tipo                   | Calibre        | Origem            | Notas                                         |
| -------------- | ---------------------- | -------------- | ----------------- | --------------------------------------------- |
| FN P90         | pistola-metralhadora   | 5,7 mm         | Bélgica           |                                               |
| MKA 1919       | shotgun semiautomática | 12 mmm         | Turquia           |                                               |
| HK G41         | Espingarda de assalto  | 5,56 mm        | Alemanha, Turquia | Produzido sob licença pela empresa turca MKEK |
| RPK            | metralhadora ligeira   | 7,62 mm        | União Soviética   | Proveniente da ex-República Democrática Alemã |
| HK23E          | metralhadora ligeira   | 5,56 mm        | Alemanha, Turquia | Produzido sob licença pela MKEK               |
| PK             | metralhadora           | 7,62 mm        | União Soviética   | Proveniente da ex-República Democrática Alemã |
| HK69A1         | Lançador de granadas   | 40 mm          | Alemanha          |                                               |